# Aschot Danieljan
Aschot Romani Danieljan (armenisch Աշոտ Ռոմանի Դանիելյան; englisch Ashot Danielyan; * 11. April 1974 in Jerewan, Armenische SSR, UdSSR) ist ein ehemaliger armenischer Gewichtheber.
Er war 1994 Junioren-Weltmeister und nahm an den Olympischen Spielen 1996 in Atlanta teil, bei denen er im Superschwergewicht den dreizehnten Platz belegte. Bei den Europameisterschaften 1998 erreichte er den vierten Platz. 1999 und 2000 wurde er Europameister. Bei den Olympischen Spielen 2000 in Sydney war er Dritter. Allerdings wurde er bei der anschließenden Dopingkontrolle positiv auf Stanozolol getestet, worauf man ihn disqualifizierte und ihm die Medaille aberkannte.
2003 gewann er bei den Europameisterschaften die Silbermedaille und erreichte bei den Weltmeisterschaften den sechsten Platz. 2004 nahm er in Athen an seinen dritten Olympischen Spielen teil, hatte aber keinen gültigen Versuch. 2005 gewann er bei den Europameisterschaften Bronze und erreichte bei den Weltmeisterschaften den sechsten Platz. Bei den Europameisterschaften 2006 war er Zweiter, wurde aber wieder positiv getestet und lebenslang gesperrt.